# I. Hamerernebti
I. Hamerernebti ókori egyiptomi királyné a IV. dinasztia idején. Valószínűleg Hafré fáraó felesége és Menkauré, valamint II. Hamerernebti anyja. Menkauré anyjának az alapján tartják, hogy egy Nimaatré nevű hivatalnok gízai sírjában egy Menkauré birtokát megszemélyesítő alak mellett említik Hamerernebti anyakirályné nevét, magának Menkaurénak pedig a halotti templomában találták meg nevét egy rituális késen. Feltételezték, hogy Hufu lánya, bár nem viseli a „király leánya” címet.
A gízai ún. Galarza-sírt valószínűleg neki kezdték el építeni, de II. Hamerernebti számára fejezték be. Említik a közelben Niuszerré V. dinasztiabeli sírjában. Feltételezik, hogy a Menkauré-piramis melletti egyik kis piramisban temették el.
Címei: A jogar úrnője (wr.t-ḥts), Aki látja Hóruszt és Széthet (m33.t-ḥrw-stš), Nagy kegyben álló (wr.t-ḥzwt), A király szeretett felesége (ḥmt-nỉswt mrỉỉ.t=f), Felső- és Alsó-Egyiptom királyának anyja (mwt-nỉswt-bỉtỉ), Az isten lánya (z.t-nṯr), Thot papnője (ḥm.t-nṯr ḏḥwtỉ), Tjazepef papnője (ḥm.t-nṯr t3-zp=f).

## Lásd még
- Hamerernebti